# Eva Madelung
Eva Margarete Madelung (* 10. Dezember 1931 in Stuttgart) ist eine deutsche Lehrtherapeutin für Systemaufstellungen (DGfS), Autorin und Stifterin. 

## Leben
Eva Madelung wurde 1931 als zweites Kind von Robert und Margarete Bosch in Stuttgart geboren. Sie studierte Germanistik und Philosophie an der Ludwig-Maximilians-Universität München und promovierte. 1953 verbrachte sie ein Jahr in Indien. Nach der Heirat mit dem Luftfahrtingenieur Gero Madelung, Sohn des Flugzeugbauers Georg Hans Madelung, und der Geburt von zwei Kindern absolvierte sie aufbauend auf einer Heilpraktikerausbildung Weiterbildungen in verschiedenen Methoden der humanistischen Psychotherapie und der Systemaufstellung. Seit 1975 war sie in freier Praxis als Familientherapeutin tätig und leitete Workshops im In- und Ausland. 
Sie war Kuratoriumsmitglied der Robert-Bosch-Stiftung seit deren Gründung 1964 und engagierte sich besonders für Bildungsprojekte. 1971 gründete sie zusammen mit ihrem Bruder Robert jun. die Heidehof Stiftung (früher: Stiftung für Bildung und Behindertenförderung). Ihr Schwerpunkt liegt dort auf Bildung, Hilfen für Menschen mit Behinderung, Gesundheit, Soziales, Ökologie und Naturschutz. Sie gab zusammen mit ihrem Bruder Robert den Anstoß zur Gründung des Deutschen Schulpreises.
Mit Reden, bevor es zu spät ist. Lebensbericht einer ehemaligen Nationalsozialistin legte Madelung 2014 als 83-Jährige einen autobiografischen Roman vor, der in Form eines fiktiven Briefwechsels die existenziellen Konflikte ihrer Jugend schildert.

## Therapeutische Methode: Neuro-Imaginatives Gestalten (NIG)
Das NIG ist eine von Eva Madelung in langjähriger Praxis entwickelte therapeutische Vorgehensweise, in der Elemente der Familienaufstellung mit Elementen aus Kunsttherapie und Körpertherapie sowie anderen Systemischen Therapien (Neuro-Linguistisches Programmieren, Lösungsorientierte Kurztherapie, Heidelberger Familientherapie) zusammenfließen. Sie wird heute von Barbara Innecken vertreten.

## Auszeichnungen
- Bayerischer Verdienstorden
- Bundesverdienstkreuz 1. Klasse 2008
- Hildegard-Hamm-Brücher-Förderpreis für Demokratie lernen und erfahren

## Vorträge und Aufsätze
- Der deutsche Widerstand gegen Hitler und die Doppelmoral der Gruppe, in: Praxis der Systemaufstellung 2 (2007), S. 32ff.
- Die Stellung der systembezogenen Psychotherapie Bert Hellingers im Spektrum der Kurztherapien, in: Gunthard Weber (Hrsg.): Praxis des Familien-Stellens.
- Beiträge zu Systemischen Lösungen nach Bert Hellinger, Carl Auer-Systeme Verlag: Heidelberg 1998.

## Werke
- Trotz. Zwischen Selbstzerstörung und Kreativität: Menschliches Verhalten im Widerspruch, dtv: München 1989, ISBN 978-3-466341-19-1
- Kurztherapien. Neue Wege zur Lebensgestaltung. Kösel: München 1996, ISBN 978-3-466304-02-8
- Trotz und Treue. Zweierlei Wirklichkeit in Familien. Carl-Auer-Systeme Verlag: Heidelberg 2003, 2. Auflage, ISBN 978-3-896701-06-0
- zusammen mit Barbara Innecken: Im Bilde sein. Vom kreativen Umgang mit Aufstellungen in Einzeltherapie, Beratung, Gruppen und Selbsthilfe. Carl-Auer-Systeme Verlag: Heidelberg 2015, 4. Auflage, ISBN 978-3-89670-550-1
- zusammen mit Joachim Scholtysek: Heldenkinder – Verräterkinder. Wenn die Eltern im Widerstand waren. C. H. Beck: München 2007; ISBN 978-3-406563-19-5
- Zeitlicht. Lyrik aus drei Jahrzehnten. über Buchhandlung Avicenna
- Reden, bevor es zu spät ist. Lebensbericht einer ehemaligen Nationalsozialistin. Roman, Europa Verlag: München, Berlin, Wien 2014, ISBN 978-3-944305-54-7